# Hixon Bay
Die Hixon Bay (in der deutschen Kolonialzeit Hixsonbai genannt) ist eine Bucht an der Nordküste der Insel Neubritannien. Sie liegt im östlichen Ausläufer der Provinz West New Britain von Papua-Neuguinea.

## Geographie
Das Gebiet der Bucht ist vulkanischen Ursprungs. Die Küstenlinie ist von gehobenen Korallenkalken, Riffen und Sandbänken geprägt. Die Bucht selbst ist etwa sieben Kilometer breit und reicht etwa zwei Kilometer tief in das Landesinnere.
Im Westen begrenzt das kleine Flussdelta des Pandi River die Bucht. Eine kleine Halbinsel mit der Siedlung Baia bildet die östliche Begrenzung.
Im Osten befinden sich einige der Küste vorgelagerte Korallenriffe.

## Geschichte
Laut des Deutschen Koloniallexikons soll der US-amerikanische Forscher Benjamin Morrell die Bucht bereits 1834 erreicht und anscheinend Barretuno-Bai genannt haben. 1878 erreichte der britische Forschungsreisende Wilfred Mansell Powell die Bucht.
Nach der deutschen Kolonialzeit wurde Neubritannien im Ersten Weltkrieg von australischen Marineeinheiten besetzt und war nach dem Krieg Teil des australischen Mandatsgebietes Territorium Papua.
Während des Zweiten Weltkriegs besetzte die japanische Armee Neubritannien im Januar 1942. Im April 1944 wurde die Gegend von alliierten Truppen zurückerobert. Anschließend übernahm Australien die Insel erneut unter Mandatsverwaltung. 1975 wurde sie Teil des unabhängigen Staates Papua-Neuguinea.